# Ruta Nacional 50
Die Ruta Nacional 50 ist ein nördlicher Abzweig der wichtigen argentinischen Fernstraße Ruta Nacional 34, welche Rosario in der Provinz Santa Fe mit Aguas Blancas, einer Grenzstadt zu Bolivien in der Provinz Salta, verbindet. Die RN 50 hat nur eine Länge von 71 Kilometern und liegt in ihrer gesamten Länge im Departamento Orán im Norden des Landes.

## Verlauf
Die Ruta Nacional 50 beginnt am Nordrand der Stadt Pichanal, wo die Ruta Provincial 5 von Las Lajitas im Departamento Anta kommend auf die Ruta Nacional 34 trifft. Die RN 50 führt vorbei an den Ortschaften Ingenio San Martín del Tabacal und Hipólito Yrigoyen zur Provinzhauptstadt San Ramón de la Nueva Orán, und weiter in nördlicher Richtung bis zur Grenzstadt Aguas Blancas, die gegenüber der bolivianischen Stadt Bermejo am Río Bermejo liegt.
Die Fortsetzung der Straße in Bolivien, die Nationalstraße Ruta 1 ist eine wichtige Verbindung vom Südostteil dieses Landes quer durch den gesamten bolivianischen Altiplano bis nach La Paz.